# Туркманчайський мирний договір

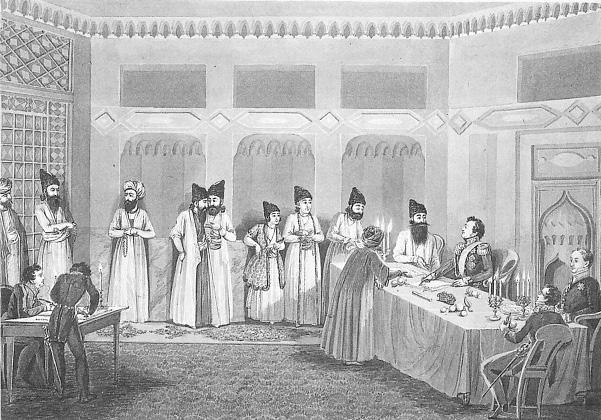
Паскевич і Аббас-Мірза під час підписання Туркманчайського договору. 10 лютого 1828

Туркманчайський мирний договір 1828 року — мирний договір між Росією і Іраном, який завершив Російсько-перську війну 1826—1828 років.
Підписано 10 (22 лютого) в селі Туркманчай (поблизу Тебризу, іранський Азербайджан). У виробленні умов договору брав участь Олександр Грибоєдов.
Договір підтверджував територіальні надбання Росії по Ґюлістанскому мирному договору 1813. За умовами Туркманчайського миру до Росії також відходили Еріванське і Нахічеванське ханства. На Іран накладалася контрибуція в 20 млн рублів сріблом. Підтверджувалося виняткове право Росії тримати військовий флот на Каспійському морі. Сторони обмінювалися місіями на рівні посланців. Російський уряд визнав Аббас-Мірзу, який підписав договір з Росією, спадкоємцем іранського престолу.
Одночасно з мирним договором був підписаний торговельний трактат, відповідно до якого російські купці отримали право вільної торгівлі на всій території Ірану. Договір зміцнив позиції Росії в Закавказзі, сприяв посиленню впливу Росії на Середньому Сході й підривав позиції Великої Британії в Ірані.
Договір мав велике значення для вірмен, які мешкали в Ірані.